# Bandeirantes (Mato Grosso del Sur)

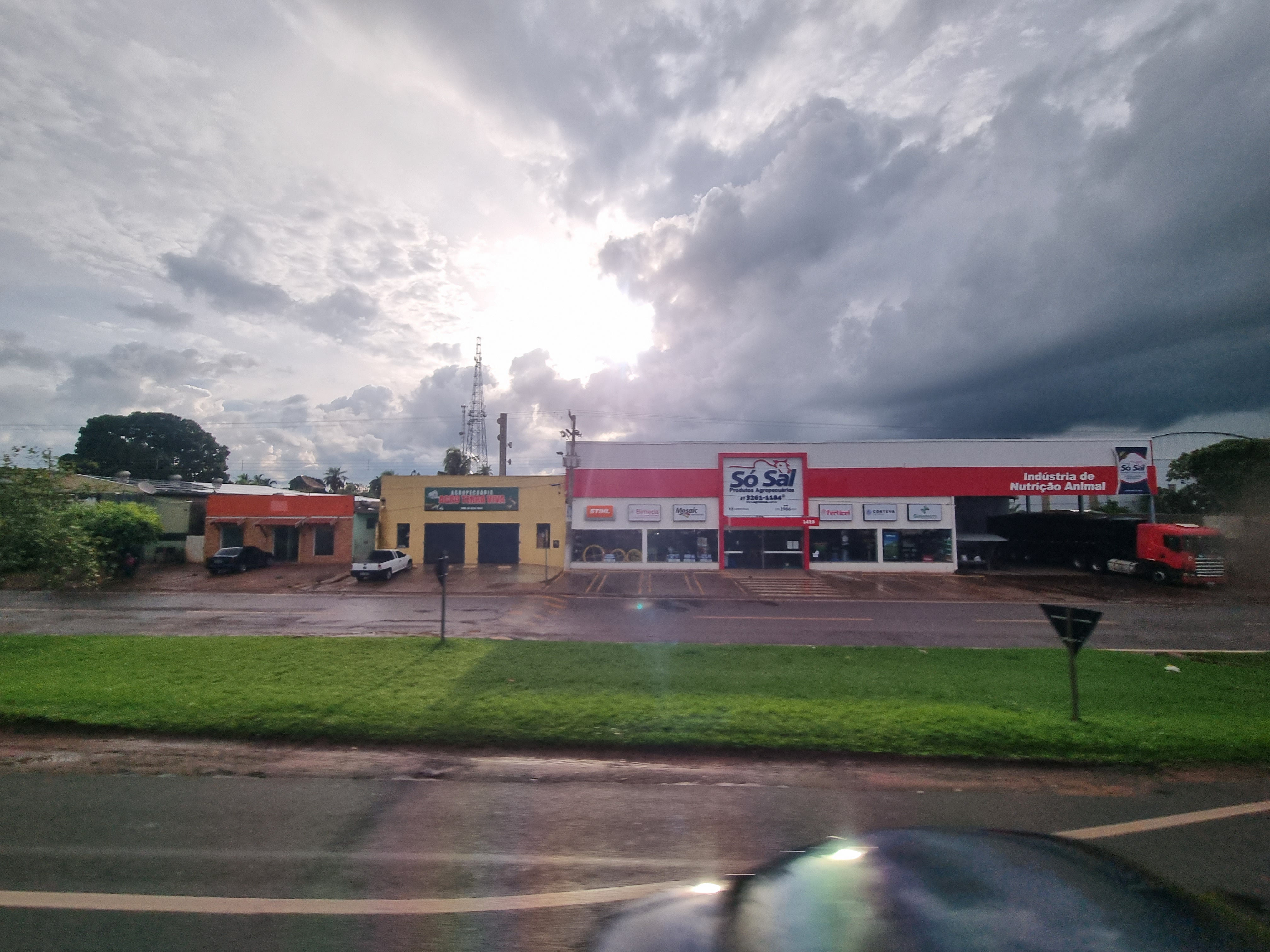
Vista de Bandeirantes desde la ruta BR-163, el 11 de diciembre de 2022.

Bandeirantes es un municipio brasileño del estado de Mato Grosso do Sul.
Se encuentra ubicado a una latitud de 19º55'04" Sur y una longitud de 54º21'50" Oeste, estando a una altitud de 629 metros sobre el nivel del mar. Su población estimada para el año 2004 era de 6556 habitantes.
Ocupa una superficie de 3124,65 km².
- Datos: Q2012476
- Multimedia: Bandeirantes (Mato Grosso do Sul) / Q2012476